# 謝寶萱
謝寶萱（1997年6月4日—），台灣女演員，台灣南投人。17歲時參加伊林娛樂「2014年璀璨之星」海選，最後在總決賽獲得「中天明日之星」頭銜，目前為伊林娛樂經紀公司旗下的簽約藝人，並且在2015年首次參與《失去你的那一天》的戲劇演出，2016年參與台視《遺憾拼圖》、中視/中天《美好年代》以及台灣與大陸合製《那刻的怦然心動》等戲劇演出。2017年在《這些年，那些事》  劇中飾演主角沈建宏妹妹。2016年亦成為伊林 Eelin Girl輕甜心女孩成員，同時也參加《超強17練習生》選秀節目錄製，2020年再度參加女團選秀節目《DD52菱格時代》。

## 演出作品

### 電視劇
| 拍攝年份  | 首播時間       | 劇名           | 劇種     | 飾演       | 備註   |
| --------- | -------------- | -------------- | -------- | ---------- | ------ |
| 2015      | 2015年7月19    | 失去你的那一天 | 偶像劇   | 球球       | 客串   |
| 2016      | 2016年5月6日   | 遺憾拼圖       | 偶像劇   | 年少許桂英 | 客串   |
| 2016      | 2016年7月12日  | 美好年代       | 偶像劇   | Sunny      | 客串   |
| 2016-2017 | 2017年3月28日  | 這些年那些事   | 八點檔   | 陳文玲     | 女配角 |
| 2016      | 2017年12月18日 | 那刻的怦然心動 | 偶像劇   | 小敏       | 女配角 |
| 2017      | 2018年3月31日  | 阿青，回家了   | 偶像劇   | 早班店員   | 女配角 |
| 2018      | 2020年3月26日  | 逆風飛翔       | 迷你劇集 |            |        |
| 2021      | 2021年4月10日  | 等一個人       | 迷你劇集 | 劉昕硯     | 女主角 |

### 電影
- 2015年 黃色小鴨事件簿 (青年高中自製電影)

### 微電影
- 2016年 小時光麵館-第六話 世界無敵蝦
- 2019年 爸爸的排骨便當

### 舞台劇
- 2013年 《星夢海絲布蕾》
- 2013年 《魔法玻璃鞋》
- 2014年 《星光飛翔》
- 2014年 《深切的火花》

### 電視節目
| 年份 | 播出日期        | 播出頻道                              | 節目名稱                   | 單元   |
| ---- | --------------- | ------------------------------------- | -------------------------- | ------ |
| 2016 | 3月27日-5月15日 | 中天綜合台                            | 超強17練習生               | EP1-8  |
| 2020 | 6月12日-9月4日  | YouTube/ETtoday新聞雲/中天綜合台/台視 | 菱格世代Dancing Diamond 52 | Ep1-13 |

### 短片
- 2016年 噪咖 哥們女孩的困擾 - 只有妳知道

- 2016年 噪咖 差不多女孩的困擾 - 如朕親臨只有妳知道

- 2018年 噪咖 黑頭粉刺女孩的困擾 - 只有妳知道

## 電視廣告
- 2016年 小時光麵館 第六話 世界無敵蝦

- 2016年 統一麥香 考試的那些蠢事

- 2016年 可口可樂 小鮮肉的告白大作戰篇

- 2016年 特力屋 直播篇

- 2016年 長榮航空 聖誕節篇

- 2017年 Samsung Galaxy J7 Pro 校園傳說之神秘六芒星 召喚篇

- 2017年 Samsung Galaxy J7 Pro 校園傳說之神秘六芒星 自拍篇

- 2017年 光泉鮮豆漿系列 單純篇

- 2017年 神來也麻將 廁所篇

- 2017年 樂事微笑包

- 2017年 7 ELEVEN【心熱園】蛋糕篇

- 2017年 天廚有機石榴汁 美麗心機篇

- 2018年 富蘭克林

- 2018年 台糖品牌價值形象短片

- 2018年 肯德基英倫太妃酥蛋撻 新年篇

- 2020年 可口可樂 我的城市我驕傲篇

## 平面
- 台鹽beauty

- 戰荳机

- 統一肉燥麵

## 外部連結
- 謝寶萱Alice的Facebook專頁
- 謝寶萱Alice的微博
- 謝寶萱在互联网电影资料库（IMDb）上的資料（英文）（英文）
- 謝寶萱YouTube
- 謝寶萱的Instagram